# Megalechis
Megalechis är ett släkte fiskar i familjen pansarmalar som förekommer i Sydamerika. Släktet omfattar två arter, som båda förekommer i Argentina, Bolivia, Brasilien, Colombia, Ecuador, Franska Guyana, Guyana, Peru, Surinam, Trinidad och Tobago och Venezuela. De blir som vuxna mellan 12,4 och 15,5 centimeter långa, beroende på art.

## Lista över arter
Släktet Megalechis omfattar två arter:
- Megalechis picta (Müller & Troschel, 1849) – Hårdrygg, den större av arterna.[3]
- Megalechis thoracata (Valenciennes, 1840) – Långsträckt pansarmal, prickig hoplosternum.[4] Relativt vanlig som akvariefisk, och inte sällan odlad i fångenskap.